# Hochzeitsreigen
Hochzeitsreigen, op. 453, är en vals av Johann Strauss den yngre. Den spelades första gången den 12 november 1893 i Gyllene salen i Musikverein i Wien. 

## Historia

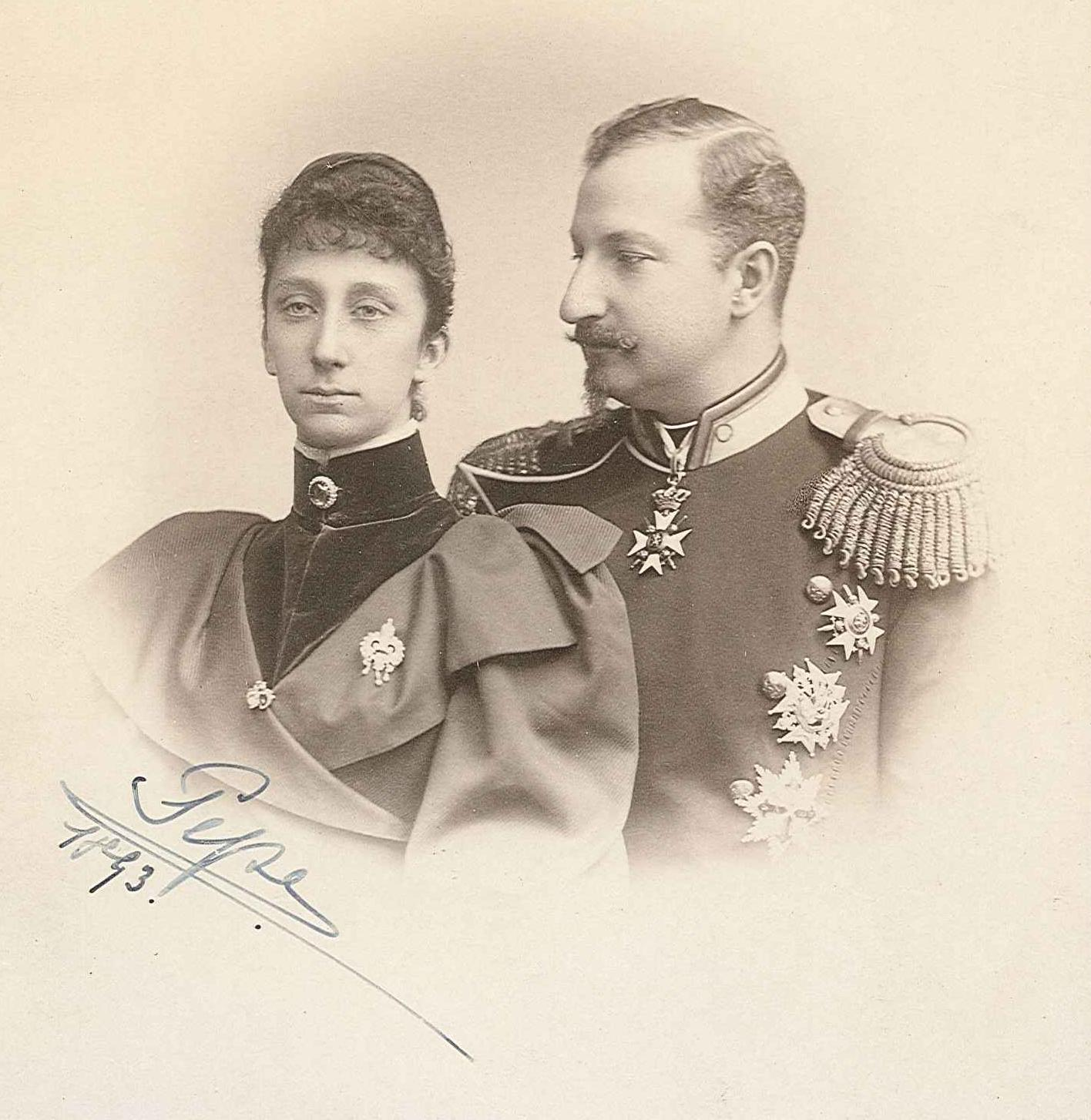
Prinsessan Marie-Louise och furst Ferdinand av Bulgarien.

Valsen var en av två gåvor till bröllopet mellan den dåvarande fursten och senare tsar Ferdinand av Bulgarien, och prinsessan Marie Louise av Bourbon-Parma den 20 april 1893. Förutom valsen, som var tillägnad prinsessan, komponerade även Strauss marschen Fest-Marsch (op. 452) till fursten.
Strauss var god vän med prins Ferdinand (född hertig av Sachsen-Coburg-Gotha), sedan prinsen hade varit behjälplig med formaliteterna inför giftermålet mellan Strauss och tredje hustrun Adèle den 15 augusti 1887, och han lade ner stor energi när han komponerade valsen. Tidningen Neueste Nachrichten i München beskrev den som bestående av en "förbluffande rikedom av melodisk och orkestral skönhet" (7 juni 1899). Neue Wiener Journal (13 november 1893) ansåg att valsen och marschen tillhörde de bästa verken som Strauss hade komponerat dittills. Strauss lade stor vikt vid valsen och bemödade sig om att personligen se till att valsens publicerade noter var korrekta. Brodern Eduard Strauss frågade kort tid efter valsens premiär om han fick lov att ändra ett eventuellt felaktig 'a' till ett 'g' i andra valsens första del. Johann svarade: "Bry dig inte om A i valsen 'Hochzeitsreigen'; den är klart markerad i klaverutdraget. Folk (nuförtiden) bekymrar sig inte om kvinter - inte heller är de möjliga att utskilja - då inget musiköra är kapabelt att höra en serie kvinter i en stor ensemble - på sin höjd kan den upptäckas på papper".
Johann Strauss dirigerade Capelle Strauss i det första framförandet av valsen vid en Eduards söndagskonserter i Musikverein den 12 november 1893.

## Om valsen
Speltiden är ca 10 minuter och 9 sekunder plus minus några sekunder beroende på dirigentens musikaliska tolkning.

## Weblänkar
- Hochzeitsreigen i Naxos-utgåvan.